# Отдельный батальон бронедрезин
5-й отдельный батальон броневых дрезин (5 оббдр) — формирование (отдельная воинская часть) автобронетанковых → бронетанковых и механизированных войск РККА ВС Союза ССР, для организации боевого применения бронеавтомобилей-дрезин и бронедрезин на железных дорогах Союза ССР для их охраны и обороны.
5 оббдр единственный в ВС СССР батальон бронедрезин. 

## История
Летом 1934 года по выданным Управлением механизации и моторизации РККА (УММ) тактико-техническим требованиям предполагали сделать три разных типа бронедрезин — тяжёлую, транспортёр и штабную: 
Бронедрезина тяжёлая (БДТ) с основным назначением выполнения боевых задач в ближнем бою, охране мостов и железнодорожных сооружений, борьбе с отрядами, танками, дрезинами противника и сопровождения на марше эшелонов и колонн. 
Бронедрезина-транспортер для обеспечения передвижения взвода управления бронепоездной части под огнём противника при переброске по железнодорожному полотну для организации командного и наблюдательного пунктов, и транспортировки раненых и специальных грузов.
Дрезина штабная (ДШ) — подвижный бронированный командно-наблюдательный пункт командира бронепоездной части для управления частью и в походном движении и в бою.

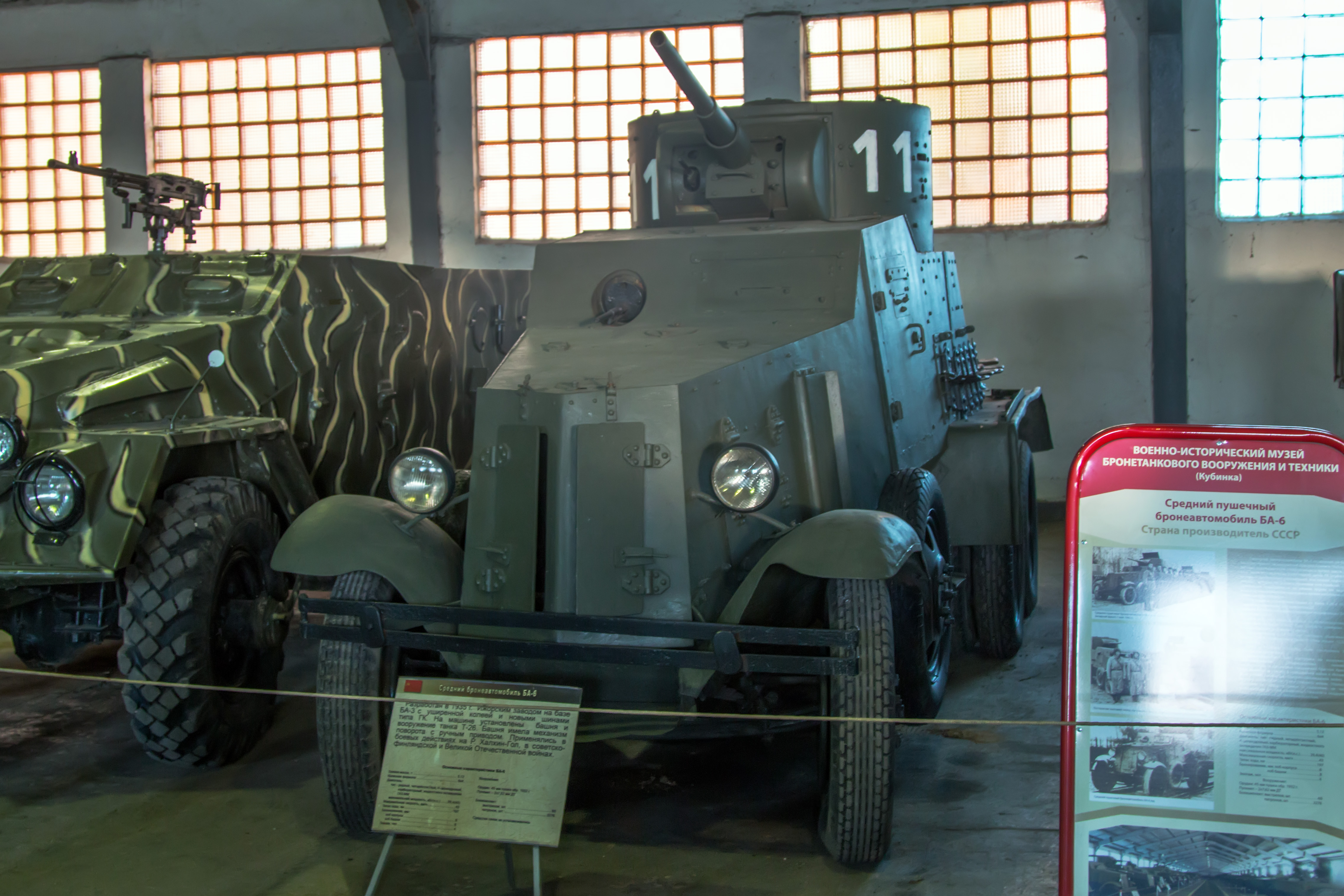
БА-6 в музее. Такие переделывали в БА-6жд.

По первоначальному плану бронедрезины должны были входить в бронепоездные подразделения. 15 июля 1935 года, ещё во время заводских испытаний опытной бронедрезины, руководство УММ направило начальнику штаба РККА А. И. Егорову проект новой организации бронепоездных частей. По нему каждый отдельный бронепоезд, не входивший в дивизион бронепоездов, должен был иметь одну тяжёлую бронедрезину (БДТ), одну дрезину-транспортёр (ДТР) и три бронеавтомобиля на железнодорожных колёсах (два БА-6жд и одну ФАИ-жд), а каждый дивизион бронепоездов включал три бронедрезины-транспортера (ДТР), одну штабную бронедрезину (ДШ) и четыре бронеавтомобиля на железнодорожных колёсах (один БА-6жд и три ФАИ-жд).

ФАИ. Такие переделывали в ФАИжд

Но в начале 1936 года появились новые взгляды на использование бронедрезин в специальных подразделениях. Прежде всего, ими предполагали охранять и оборонять железные дороги большой протяженности в районах где мало автомобильных дорог — в Сибири и на Дальнем Востоке. Это объясняли тем, что по сравнению с бронепоездами бронедрезины меньше зависели от железнодорожной системы обеспечения водой и углём, имели большой запас хода (до 250 км) и большую скорость — до 75 км/ч (бронепоезда имели скорость до 50 км/ч, а запас хода по воде до 100 км и требовали регулярных промывок котлов паровозов). Поэтому директивой начальника Генерального Штаба РККА от 28 мая 1936 года командующему Белорусским военным округом предписано к 1 августа сформировать при отдельном полку бронепоездов опытный батальон бронедрезин. По штату в батальоне должно быть: 268 человек личного состава (40 среднего и старшего командного состава, 86 младшего командного состава и 134 рядовых), 10 бронедрезин БДТ-35, одна штабная бронедрезина ДШ, 21 бронеавтомобиль-дрезина БА-3жд, 9 ФАИ-жд и так далее.
15 августа 1936 года командир полка бронепоездов майор Брусин доложил в УММ: «Опытный батальон бронедрезин, сформированный при Отдельном полку бронепоездов из новобранцев призыва июля 1936 года с 5—7 сентября должен пройти опытные учения в Белорусском военном округе. Подготовку специалистов батальон закончил к 6 августа. К сегодняшнему дню батальон получил лишь одну бронемашину ФАИ-жд без домкрата».

## Служба и боевое применение

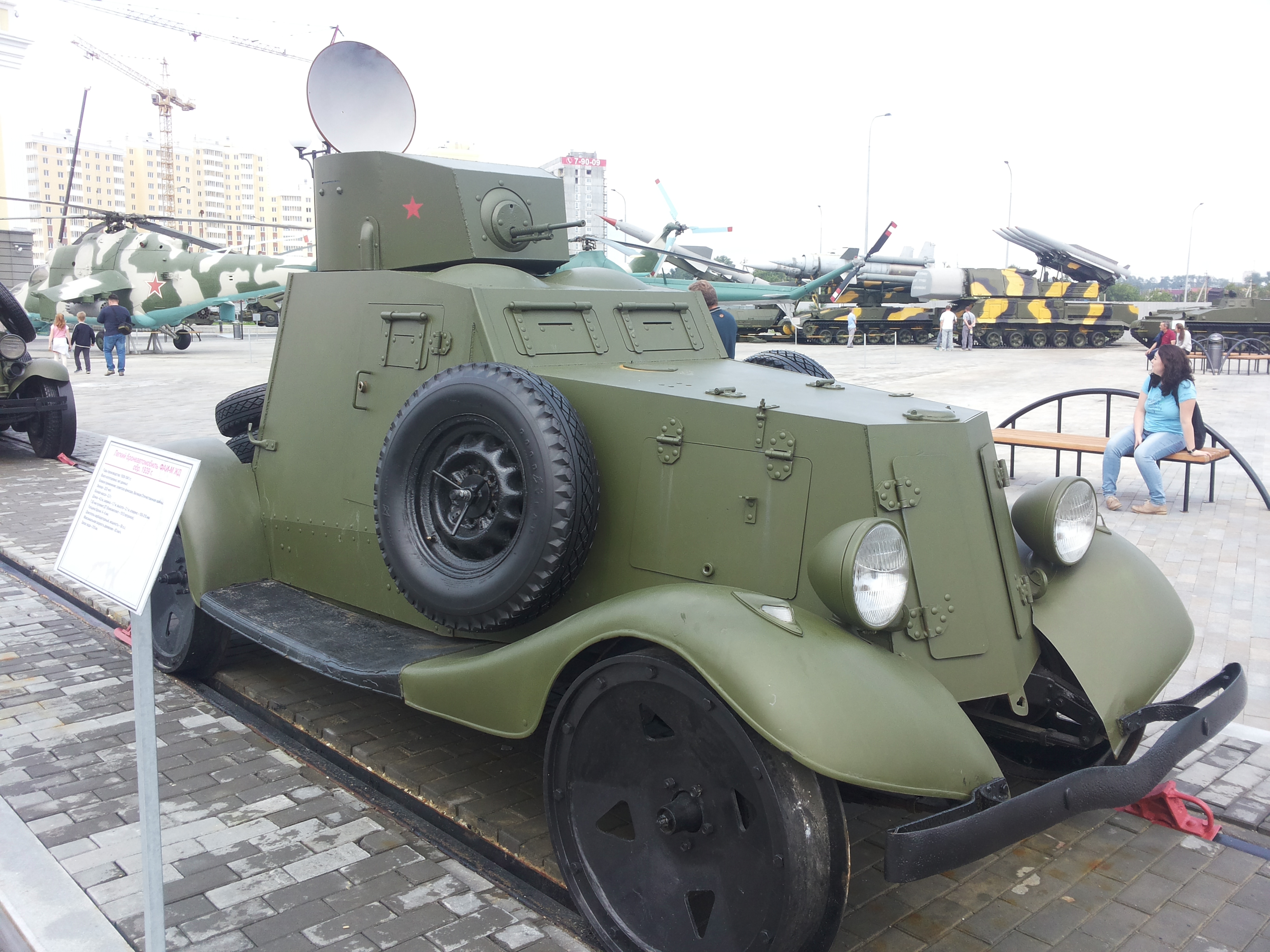
Реплика бронеавтомобиля-дрезины ФАИ-Мжд на железнодорожных колесах, а не на резиновых шинах с металлическими бандажами с ребордами

На 22 октября 1936 года в батальоне уже одна БДТ, одна ДШ и 19 бронемашин на железнодорожном ходу (10 БА-6жд и 9 ФАИжд). Летом 1937 года он переименован в 5-й отдельный батальон бронедрезин и переведён на новый штат № 16/716, по которому должен иметь пять бронедрезин (четыре БДТ и одну ДШ), 39 бронемашин на железнодорожном ходу (30 БА-6жд и 9 ФАИжд), одна легковая, 9 грузовых, 4 специальных автомашины, четыре мотоцикла и один мотовоз М3/2. 
В сентябре 1937 года 5-й отдельный батальон бронедрезин из Брянска перебросили на станцию Бурея, где он вошел в ОКДВА. В 1937—1941 годах батальон занимался боевой подготовкой и обустройством расположения. Шефами батальона были рабочие угольных копей Кивда Хабаровского края, вручившие в сентябре 1939 года шефское знамя за отличную боевую подготовку.
 С началом Великой Отечественной войны батальон перешел на штат военного времени и на 1 июля 1941 года имел (по штату/наличие): 30/22 БА-6жд; 9/9 ФАИжд; 5/5 бронедрезин (4 БДТ и 1 ДШ); санитарная машина — 1/-; цистерна ЗИС-5 — 2/1; радиостанция 11-АК (на автомобиле) — 1/-; легковая ГАЗ-М1 — 1/1; грузовые ГАЗ-АА — 6/8; грузовые ЗИС-5 — 3/3; трактор С-60 — 0/1; мотоциклов — 4/4; вездеход ГАЗ-60 — 0/1; мотовоз Мз/2 — 1/1; мотодрезина Уа — 0/1.

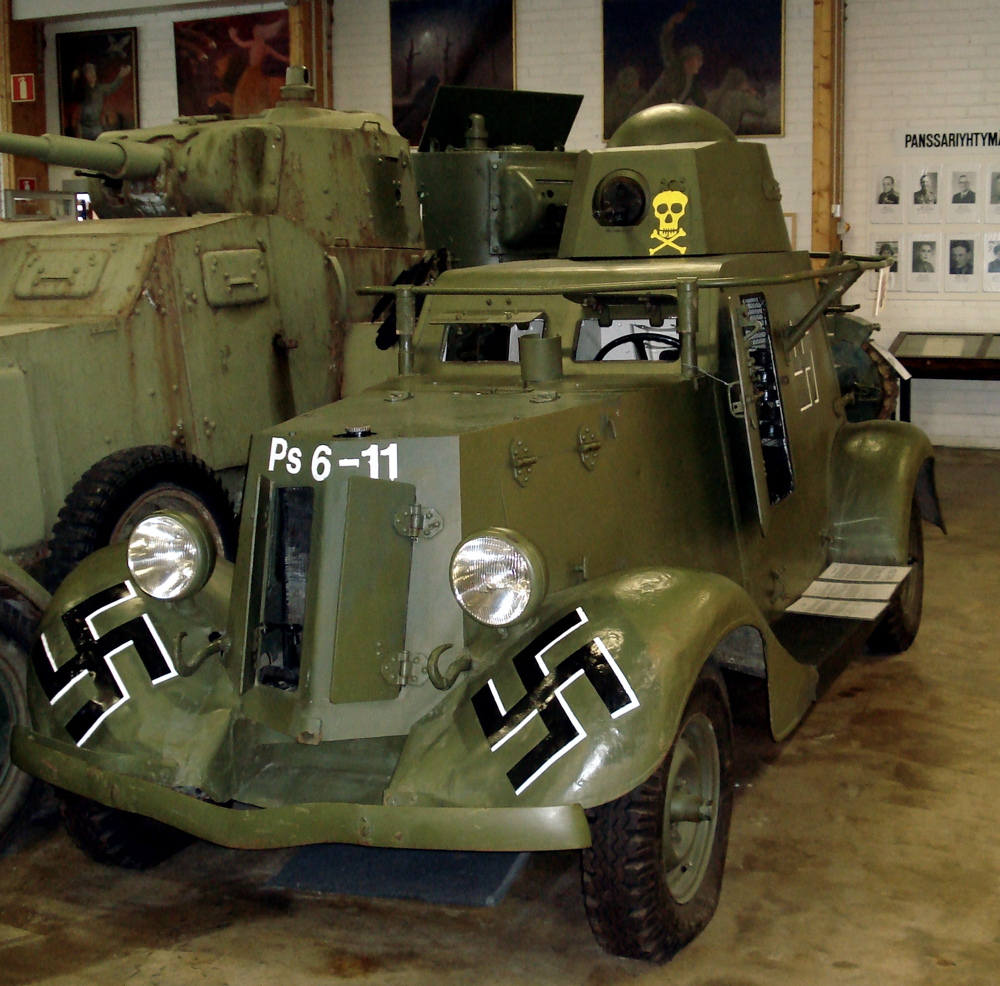
БА-20 с финскими опознавательными знаками в музее в Парола. Такие переделывали в БА-20жд.

В 1942—1945 годах батальон занимался боевой подготовкой. В это же время батальон получил 8 бронемашин БА-10жд и 9 БА-20жд (они получены взамен отправленных в ремонт ФАИ-жд) и построил три рубленных, оштукатуренных, с цементным полом наземных парка боевых машин по 800 м3, мастерскую, пекарню, клуб на 300 человек, столовую, штаб, классы для учебы, организовал подсобное хозяйство. 
9 августа 1945 года 5-й батальон бронеавтомобилями-дрезинами совершил марш по маршруту Бурея — Березовский (280 км) и сосредоточился в Константиновке в готовности к переправе и одновременно охраняя штаб 2-й армии. С 12 августа батальон участвовал в боях с японцами в Маньчжурии, обеспечивая переброску генералов всех родов войск для руководства боем, а одной ротой охранял важные шоссейные дороги и сопровождал военный совет 2-й армии для переговоров о капитуляции в городе Сун-У. В это же время по распоряжению командующего бронетанковыми и механизированными войсками 2-го Дальневосточного фронта батальон получил на пополнение три БА-64жд. 
С 20 августа батальон обеспечил переброску военного совета 2-й армии в Луньчжунь и Бианьчжунь, прикрывал капитуляцию японских войск в Бианьчжуне и Сун-У, охранял штаб 2-й армии и вел бои с японскими смертниками.
Потери в боях с японцами три бронемашины — два БА-20 (впоследствии восстановили) и БА-6 (сгорел), при этом погиб младший сержант Обросов, ранены красноармейцы Воробьев, Литвинов и младший сержант Ситнов. 
3 сентября 1945 года батальон сосредоточился в городе Сун-У и на следующий день начал марш к месту прежней дислокации, куда прибыл 10 сентября. 
43 человека из батальона награждены орденами и медалями за отличие в боях с японцами.
В связи с демобилизацией Союза ССР 2 ноября 1945 года командиру батальона шифротелеграмма Генерального Штаба РККА, по которой 5-й батальон бронедрезин расформировывался и предписано: ...боевую технику сдать на военный склад № 418 (Куйбышевка-Восточная), боеприпасы на военный склад № 155 станция Завитая. К 15 ноября батальону прибыть на формирование 111-й танковой дивизии на 76-й разъезд Молотовской железной дороги Забайкальско-Амурского военного округа со всем личным составом, вооружением и всеми видами имущества, 2-месячным запасом продовольствия, 5-месячным запасом овощей и двумя заправками ГСМ... .
Ко времени получения шифротелеграммы в батальоне: 296 людей (офицеров 37, сержантов 36, рядовых 98); 5 бронедрезин (4 БДТ и 1ДШ); 30 средних бронемашин БА-6 и -10 жд; 12 легких бронемашин (9 БА-20 жд, 3 БА-64 жд); 4 автомастерские (3 типа А и 1 типа Б); 2 бензовоза; 1 санитарный ГАЗ-AAA; 1 мотовоз М3/2; 1 дрезина Уа; 4 мотоцикла (3 Харлей-Девидсон, 1 АМ-600); 14 автомобилей (3 ЗИС-5, 5 ГАЗ-АА, 1 ГАЗ-42, 2 Форд-8, 2 Форд-6, 1 Виллис). 
Так закончен путь единственной в Красной Армии части бронедрезин. За время существования батальоном командовали: капитан Косарев (август 1936 — сентябрь 1937 года), майор Соболев (сентябрь 1937 — сентябрь 1941 года), майор Копылов СГ. (сентябрь 
1941 — ноябрь 1945 года).